# كاسيو فان دن بيرغ
كاسيو فان دن بيرغ (بالبرتغالية: Cássio van den Berg‏) هو عالم نبات برازيلي، ولد في 1971.